# Vukašin Mrnjavčević

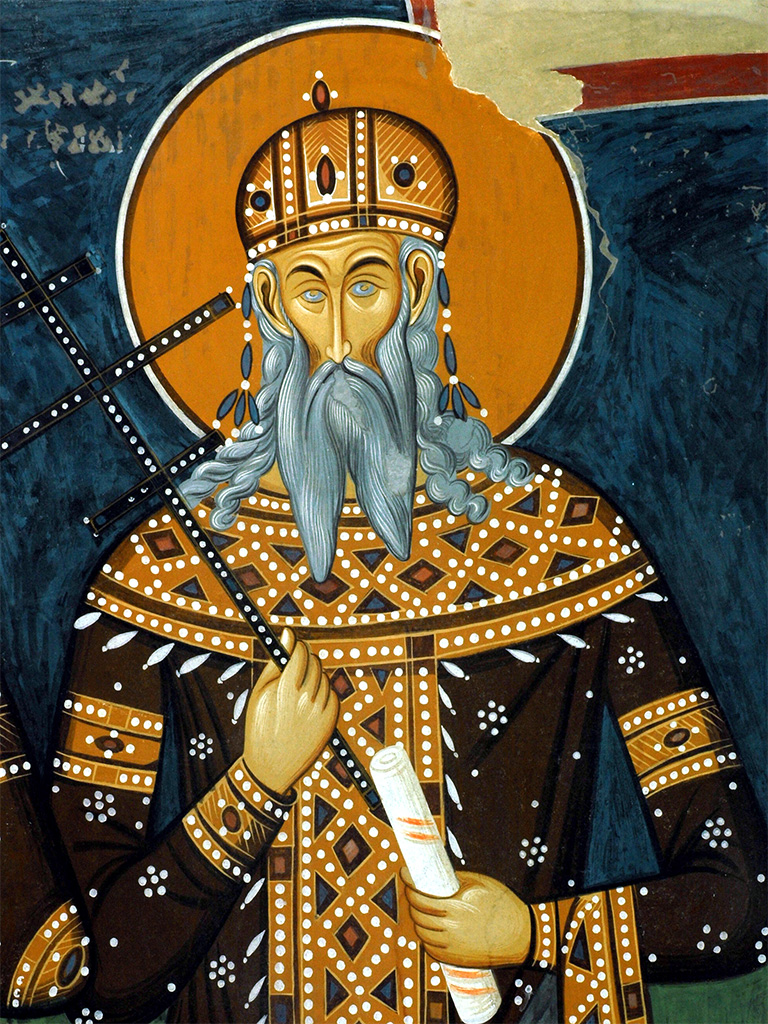
Vukašin Mrnjavčević

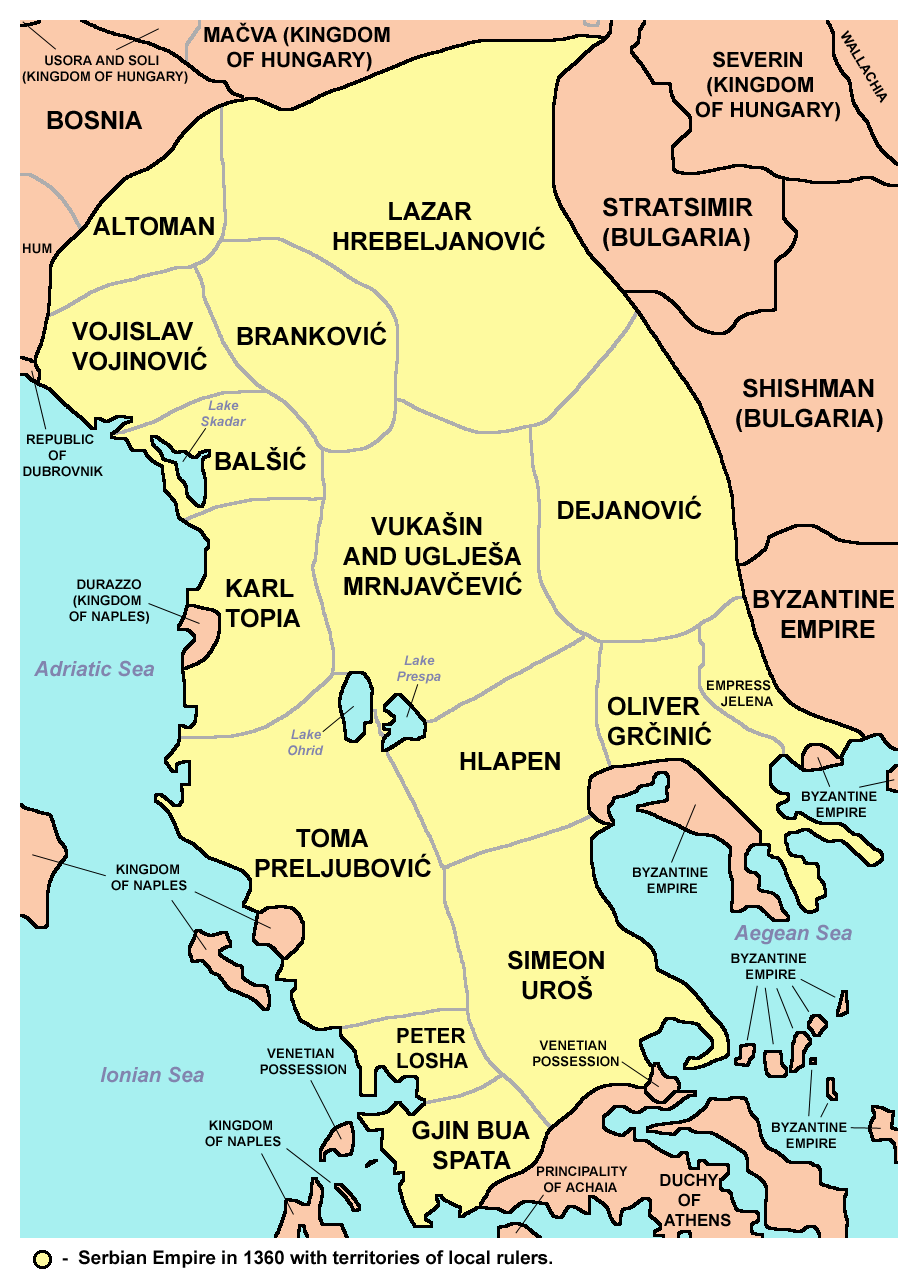
Karte des Serbischen Reiches um 1360 mit den Territorien der Teilfürsten

Vukašin Mrnjavčević (* ca. 1320; † 1371) war ein bedeutender serbischer Adeliger im heutigen Nordmazedonien am Vorabend der osmanischen Expansion auf dem Balkan.
Vukašin Mrnjavčević wird 1350 als Župan von Prilep erwähnt. Später erhob ihn der serbische Zar Stefan Uroš V. in den Rang eines Despoten, dem ab 1365 der Titel eines Königs unter dem Supremat des Zaren folgte.
Sein Einfluss erstreckte sich über ein Gebiet, das Prizren, Skopje, Ohrid und Prilep einschloss. Er unterhielt gute Beziehungen zu seinem Bruder, dem Despoten Jovan Uglješa, der ein Gebiet um die Stadt Serres und die untere Struma beherrschte. Vukašin wurde in der Folge einer der mächtigsten Feudalherren, drängte durch kluges Taktieren den herrschenden Zaren ins politische Abseits ab und etablierte sich als oberster Verwalter des Serbischen Reiches, was nicht vom gesamten serbischen Adel akzeptiert wurde, so u. a. von Lazar Hrebeljanović, womit sich die Aufsplitterung des Serbischen Reiches letztlich beschleunigte. Es entstand alsbald der Verdacht, Vukašin wolle den letzten Nemanjiden vom Thron drängen.
Seine Oberhoheit wurde von den serbischen Fürsten in Makedonien und von den Balšić in der Zeta anerkannt, ein Grund hierfür mag der gewesen sein, sich den Übergang von der Statthalterschaft zur erblichen Herrschaft zu sichern, während die serbischen Fürsten im sogenannten Morava-Serbien (in der Šumadija und der Morava-Region) und sogar in Travunien, seinem Herkunftsgebiet, ihm gegenüber ablehnend standen. In den südlichen Gebieten des Kaiserreiches, in Thessalien und Epirus, hatte sich dagegen Dušan' Halbbruder Simeon Uroš Palaiologos verselbständigt, letzterem folgte auch ein großer Teil der albanischen Fürsten. Somit herrschte Vukašin faktisch nur über Makedonien.
Im Jahr 1371 schuf er eine christliche Koalition gegen die Osmanen, der sein Bruder und der bulgarische Zar Iwan Schischman beitraten. Das türkische Heer wurde vom Lala Şahin Paşa angeführt, der ein Beylerbey von Rumelien war. Beide Armeen trafen in der Schlacht an der Mariza aufeinander, wo am 26. September 1371 die Osmanen, trotz zahlenmäßiger Unterlegenheit, das christliche Aufgebot vernichtend in die Flucht schlugen.
Vukašin starb während der Schlacht und sein Königreich wurde vom Osmanischen Reich annektiert.